# Articaine
Articaine là một loại thuốc gây tê cục bộ amide nha khoa. Nó là thuốc gây tê cục bộ được sử dụng rộng rãi nhất ở một số nước châu Âu  và có sẵn ở nhiều nước xung quanh. Đây là thuốc gây tê cục bộ duy nhất có chứa vòng thiophene, có nghĩa là nó có thể được mô tả là 'thiophenic'; điều này chuyển hóa sự hòa tan lipid.

## Lịch sử
Loại thuốc này lần đầu tiên được tổng hợp bởi Rusching vào năm 1969, và được đưa ra thị trường ở Đức bởi Hoechst AG, một công ty khoa học đời sống của Đức, dưới tên thương hiệu Ultracain. Thuốc này ban đầu được gọi là "carticaine" cho đến năm 1984.
Năm 1983, nó được đưa vào thị trường Bắc Mỹ, đến Canada, dưới tên Ultracaine để sử dụng cho nha khoa, được sản xuất tại Đức và được phân phối bởi Hoechst-Marion-Roussel. Thương hiệu này hiện được sản xuất tại Đức bởi Sanofi-Aventis và được phân phối tại Bắc Mỹ bởi Hansamed Limited (từ năm 1999). Sau khi bảo vệ bằng sáng chế của Ultracaine hết hạn, các phiên bản chung mới đã đến thị trường Canada: (theo thứ tự xuất hiện) Septanest (Septodont), Astracaine, (ban đầu là AstraZeneca và giờ là sản phẩm Dentsply), Zorcaine (Carestream Health / Kodak) và Orabloc).
Nó đã được FDA chấp thuận vào tháng 4 năm 2000 và trở nên có sẵn ở Hoa Kỳ hai tháng sau đó dưới tên thương hiệu Septocaine, một sự kết hợp thuốc gây mê / thuốc co mạch với Epinephrine 1: 100.000 (tên thương mại Septodont). Zorcaine trở nên có sẵn ở đó một vài năm sau đó. Articadent (Dentsply) đã có mặt tại Hoa Kỳ vào tháng 10 năm 2010. Ba thương hiệu hiện có sẵn tại Hoa Kỳ đều được sản xuất cho các công ty này bởi Novatio Cosmetics Inc. (Canada). Ubistesin và Ubistesin Forte (3M ESPE) cũng được sử dụng rộng rãi ở Hoa Kỳ và Châu Âu. Orabloc (Pierrel) được sản xuất vô trùng và được FDA chấp thuận vào năm 2010, trở nên có sẵn ở Canada vào năm 2011 và ở châu Âu từ năm 2013.
Articaine hiện có sẵn cho thị trường nha khoa Bắc Mỹ:
- Ở Canada: 
  - Là articaine hydrochloride 4% với epinephrine 1: 100.000 (0,01   mg / ml) 
    - Ubistesin Forte
    - DSF Ultracaine
    - SP tháng chín
    - Astracaine Forte
    - Zorcaine
    - Orabloc (articaine hydrochloride 4% và epinephrine 1: 100.000)

  - Là articaine hydrochloride 4% với epinephrine 1: 200.000 (0,005   mg / ml) 
    - Ubistesin
    - Ultracaine DS
    - Tháng chín N
    - Astracaine
    - Orabloc (articaine hydrochloride 4% và epinephrine 1: 200.000)
- Ở My: 
  - Như articaine hydrochloride 4% với epinephrine 1: 100.000 
    - Septocaine với epinephrine 1: 100.000
    - Zorcaine
    - Articadent với epinephrine 1: 100.000
    - Orabloc (articaine hydrochloride 4% và epinephrine 1: 100.000)

  - Như articaine hydrochloride 4% với epinephrine 1: 200.000 
    - Septocaine với epinephrine 1: 200.000
    - Articadent với epinephrine 1: 200.000
    - Orabloc (articaine hydrochloride 4% và epinephrine 1: 200.000)

Phiên bản không chứa epinephrine (không chứa adrenaline) có sẵn ở châu Âu dưới tên thương hiệu Ultracain D. Tuy nhiên, phiên bản với epinephrine (adrenaline) có sẵn ở châu Âu dưới tên thương hiệu Supracain 4% với nồng độ epinephrine là 1: 200.000.

## Cấu trúc và chuyển hóa
Cấu trúc amide của articaine tương tự như thuốc gây tê cục bộ khác, nhưng cấu trúc phân tử của nó khác nhau thông qua sự hiện diện của vòng thiophene thay vì vòng benzen. Articaine là đặc biệt bởi vì nó có chứa một nhóm ester bổ sung được chuyển hóa bởi các este trong máu và mô. Việc loại bỏ articaine là theo cấp số nhân với thời gian bán hủy là 20 phút. Vì articaine bị thủy phân rất nhanh trong máu, nên nguy cơ nhiễm độc toàn thân dường như thấp hơn so với các thuốc gây mê khác, đặc biệt là nếu tiêm lặp đi lặp lại.

## Sử dụng lâm sàng
Articaine được sử dụng để kiểm soát cơn đau. Giống như các loại thuốc gây tê cục bộ khác, articaine gây ra trạng thái gây mê thoáng qua và hoàn toàn có thể đảo ngược (mất cảm giác) trong quá trình (nha khoa).
Trong nha khoa, articaine được sử dụng chủ yếu để tiêm thấm (gây tê tại chỗ). Articaine, trong khi không được chứng minh, có liên quan đến nguy cơ tổn thương thần kinh cao hơn khi được sử dụng như một kỹ thuật chặn (gây tê vùng). Tuy nhiên, articaine có thể xuyên qua xương vỏ dày đặc — như được tìm thấy ở hàm dưới (bắt buộc) — nhiều hơn hầu hết các thuốc gây tê cục bộ khác.
Ở những người bị quá kích cảm giác quá mức, capocaine không hiệu quả lắm, nhưng articaine hoạt động tốt.
Các nghiên cứu so sánh lidocaine và articaine đã phát hiện ra rằng articaine có hiệu quả hơn so với lidocaine trong việc gây mê vùng răng hàm đầu tiên sau. Articaine đã được tìm thấy có khả năng gây tê cao gấp 3,81 lần so với thuốc gây tê thành công khi được sử dụng để tiêm thuốc thâm nhập. Tuy nhiên, không có bằng chứng nào hỗ trợ việc sử dụng articaine so với lidocaine đối với các khối thần kinh xương ổ răng kém. Hơn nữa, articaine đã được chứng minh là vượt trội so với lidocaine khi sử dụng thuốc bổ sung sau khi bị đau dai dẳng mặc dù đã ngăn chặn thành công khối thần kinh răng kém với capocaine.

## Chống chỉ định
- Bệnh nhân dị ứng với thuốc gây mê loại amide
- Bệnh nhân dị ứng với metabisulfites (chất bảo quản có trong công thức để kéo dài tuổi thọ của epinephrine). Không có dị ứng chéo giữa sulfites (chất bảo quản), lưu huỳnh và kháng sinh loại "sulfa".[14]
- Bệnh nhân bị methemoglobin máu vô căn hoặc bẩm sinh [15]
- Bệnh nhân mắc bệnh huyết sắc tố (Bệnh hồng cầu hình liềm) [15]
- Articaine không chống chỉ định ở những bệnh nhân bị dị ứng sulfa; không có dị ứng chéo giữa vòng thiophene chứa lưu huỳnh của articaine và sulfonamid.[16]

Methylparaben không còn có trong bất kỳ công thức gây tê tại chỗ nha khoa có sẵn ở Bắc Mỹ.
Methemoglobin máu không phải là một mối quan tâm trong thực hành nha khoa, do khối lượng nhỏ articaine được sử dụng.

## Tranh cãi về dị cảm
Dị cảm, cảm giác tê ngắn đến dài hạn hoặc thay đổi cảm giác ảnh hưởng đến dây thần kinh, là một biến chứng nổi tiếng của thuốc gây tê tại chỗ tiêm và đã có mặt ngay cả trước khi có articaine.
Một bài báo của Haas và Lennon xuất bản năm 1993  dường như là nguồn gốc cho những tranh cãi xung quanh articaine. Bài viết này đã phân tích 143 trường hợp được báo cáo cho Đại học Phẫu thuật Nha khoa Hoàng gia Ontario (RCDSO) trong khoảng thời gian 21 năm. Kết quả từ phân tích của họ dường như chỉ ra rằng 4% thuốc gây tê tại chỗ có tỷ lệ gây dị cảm cao hơn, một biến chứng tạm thời hoặc vĩnh viễn không mong muốn, sau khi tiêm. Các tác giả kết luận rằng,... tỷ lệ dị cảm tổng thể sau khi dùng thuốc gây tê cục bộ cho các thủ thuật không phẫu thuật tại nha khoa ở Ontario là rất thấp, chỉ có 14 trường hợp được báo cáo trong số 11.000.000 mũi tiêm vào năm 1993. Tuy nhiên, nếu dị cảm xảy ra, kết quả của nghiên cứu này phù hợp với gợi ý rằng nó có khả năng thực hiện nhiều hơn nếu sử dụng articaine hoặc prilocaine.
Trong một bài báo khác của cùng các tác giả, 19 báo cáo về các trường hợp dị cảm ở Ontario năm 1994 đã được xem xét, kết luận rằng tỷ lệ dị cảm là 2,05 trên một triệu lần tiêm thuốc gây mê 4%. Một nghiên cứu tiếp theo khác của Miller và Haas xuất bản năm 2000, kết luận rằng tỷ lệ dị cảm từ prilocaine hoặc articaine (hai loại thuốc 4% duy nhất trên thị trường nha khoa) là gần 1: 500.000 mũi tiêm. (Một nha sĩ trung bình cho khoảng 1.800 mũi tiêm trong một năm.)
Hầu như tất cả các trường hợp được ghi nhận là tê kéo dài hoặc thay đổi cảm giác (dị cảm) dường như chỉ xuất hiện khi thuốc gây mê này được sử dụng cho nha khoa (không có tài liệu tham khảo PubMed về dị cảm với articaine cho các chuyên khoa y tế khác), và chỉ ảnh hưởng, trong phần lớn của các báo cáo, các dây thần kinh ngôn ngữ.
Tuy nhiên, thiệt hại trực tiếp đến dây thần kinh gây ra bởi 4% thuốc chưa bao giờ được khoa học chứng minh.
Một số nghiên cứu chỉ ra chấn thương kim là nguyên nhân của các sự kiện dị cảm.